# Guth von Sulz

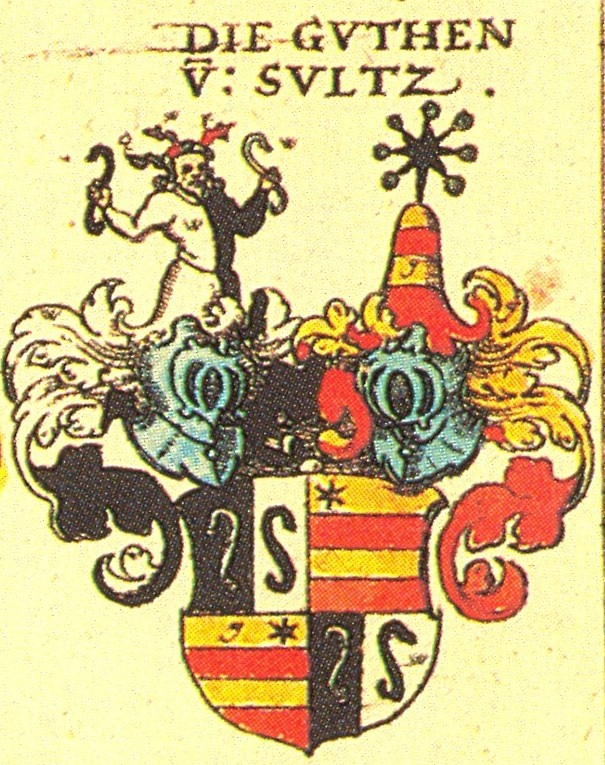
Wappen der Guth von Sulz aus dem Siebmacher Wappenbuch

Guth von Sulz war der Name eines schwäbischen Adelsgeschlechts. Namensgebend ist die Stadt Sulz am Neckar. Die berühmte Guthsche Sammlung fiel 1653 an das Haus Württemberg.

## Geschichte
Die bürgerliche Familie Gut ist seit 1278 in Horb am Neckar nachgewiesen. Im 14. Jahrhundert war sie auch in Sulz ansässig. Über ihre Anteile an der Sulzer Saline erwarben ihre Angehörigen großen Grundbesitz und stiegen durch Einheirat in Adelskreise auf. Im 15. Jahrhundert wurden die männlichen Angehörigen Junker genannt. Ein Adelssitz konnte 1534 mit dem Dorf Durchhausen bei Tuttlingen erworben werden. Als bedeutendste Salzgesödsverwandte nahmen sie weiterhin als Vertreter aller Teilhaber am Neujahrstag das Salzlehen aus der Hand des Herzogs in Empfang.
Die Adligen waren Ministerialen der Grafen von Sulz und später der von Geroldseck. Als Mitglied der Rittergesellschaft Sankt Jörgenschild gehörten sie 1488 dem Schwäbischen Bund an. Sie gehörten auch zur Reichsritterschaft im Ritterkanton Neckar-Schwarzwald.

## Familienmitglieder
Das bedeutendste Mitglied der Familie war der württembergischen Oberrat und Kammermeister Johann Jakob Guth von Sulz in Durchhausen (1543–1616), der ab 1600 eine umfangreiche Kunstsammlung anlegte. Sein Sohn, der Frauenzimmerhofmeister Ludwig Guth von Sulz (um 1590–1653), vermachte diese 1653 Herzog Eberhard III. von Württemberg.

## Die Guthsche Sammlung

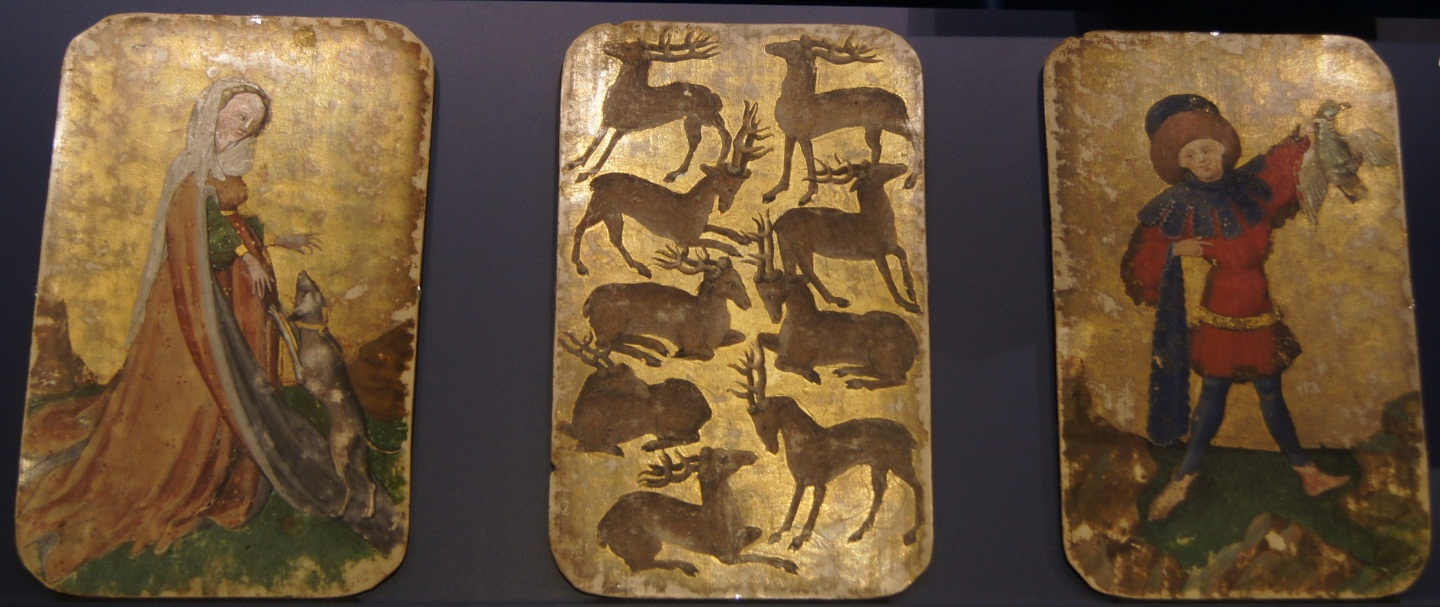
Drei Karten aus dem Stuttgarter Kartenspiel (ehemals Guthsche Sammlung)

Die äußerst umfangreiche Guthsche Sammlung war vom württembergischen Rat und Kammermeister Johann Jakob Guth angelegt worden und soll so berühmt gewesen sein, dass sie von Kurfürsten, Fürsten und sogar kaiserlichen Legaten besucht wurde. Der Schwerpunkt der Kollektion lag nicht auf einzelnen Kostbarkeiten, sondern in ihrer inhaltlich breiten Aufstellung. Sie versuchte alle kunsthandwerklichen, wissenschaftlichen und naturkundlichen Bereiche zu umfassen und wies große Konvolute von Gemmen, Münzen, Naturalien und Ethnographica auf.
In den Besitz der Herzöge von Württemberg gelangte die Sammlung 1653 als Vermächtnis von Ludwig Guth von Sulz, der damit den letzten Willen seines Vaters erfüllte. Für die im Dreißigjährigen Krieg nach 1634 geplünderte herzogliche Sammlung gilt dieser Zugang als Glücksfall. Mit der Stuttgarter Kunst- und Wunderkammer gelangte die Sammlung 1927 in Staatsbesitz und wurde ein Grundstock des Landesmuseums Württemberg.

## Wappen
Das Stammwappen zeigt zwei farbengewechselte Kesselhaken im von Schwarz und Silber gespaltenen Schild. Auf dem Helm mit schwarz-silbernen Decken ein wachsender Mann, im von Schwarz und Silber gespaltenen Gewand, in jeder Hand einen der Kesselhaken emporhaltend und silberner Kopfbinde.
Das gemehrte Wappen von 1598 im Diplom von Kaiser Rudolf II. für Johann Jakob Guth von Sulz (1543–1616) ist geviert von seinem und dem mütterlichen Stammwappen, da seine Mutter die Schwester des 1596 verstorbenen Letzten der Füll von Geispolzheim war: Feld 1 und 4 das Stammwappen,  Feld 2 und 3: das Wappen der Füll von Geispolzheim, von Gold und Rot dreimal geteilt mit einem achtstrahligen schwarzen Stern im inneren Obereck. Zwei Helme, der erste der Stammwappenhelm, der zweite der der Füll von Geispolzheim, ein von Gold und Rot dreimal geteilter Stumpfkegel,  oben bestückt mit dem schwarzen Stern, an sieben der Spitzen bestückt mit je einem Pfauenauge.